# Pelagornithidae
Пелагорнитиды, или ложнозубые (лат. Pelagornithidae) — семейство вымерших птиц. Представители семейства были одними из крупнейших летающих птиц в истории. Размах их крыльев мог достигать 5–6 метров. Некоторые из самых крупных видов имели размах крыльев до 7 метров. Их клювы были покрыты костяными выступами, которые напоминали зубы. Эти "псевдозубы" не были настоящими зубами, но, вероятно, помогали птицам удерживать скользкую добычу, такую как рыба и кальмары, которыми они питались.

## Образ жизни
Эти птицы были хорошо приспособлены к жизни в открытом океане, как современные альбатросы или буревестники. Они могли долго парить над водой, используя воздушные потоки для энергосберегающего полета.

## Ареал обитания
Ископаемые останки представителей семейства Pelagornithidae были найдены почти по всему миру — от Антарктики до Северной Америки, от Европы до Новой Зеландии. Это говорит о том, что они были широко распространены и относительно успешны в своей экосистеме. Пелангорнитиды появились вскоре после вымирания динозавров и доминировали в морских экосистемах в течение десятков миллионов лет.

## Исчезновение
Причины их вымирания до конца не ясны, но они, вероятно, связаны с изменениями в климате морской экосистемы и конкуренцией с другими морскими птицами и млекопитающими.
Есть несколько предположений, из-за чего они вымерли: наступление ледникового периода, изменения океанских течений, тектонические сдвиги плит (появление Антарктического циркумполярного течения либо закрытие Панамского перешейка). Более вероятно, что птицы в конечном итоге были неспособны адаптироваться. Вдобавок, всё, что вызвало разрушение среднего миоцена и Мессинский кризис солёности, также повлияло на трофическую сеть океанов, и последнее событие привело к полному исчезновению пелагорнитид.